# Neuvy-en-Sullias
Pour les articles homonymes, voir Neuvy.
Neuvy-en-Sullias [nøvi ɑ̃ syljas] est une commune française située dans le département du Loiret en région Centre-Val de Loire.
La commune est située dans le périmètre de la région naturelle du Val de Loire inscrit au patrimoine mondial de l'Organisation des Nations unies pour l'éducation, la science et la culture (Unesco).

## Géographie

### Localisation
La commune de Neuvy-en-Sullias se trouve dans le quadrant sud-ouest du département du Loiret, dans la région agricole de la Sologne et l'aire urbaine d'Orléans.  À vol d'oiseau, elle se situe à 27,9 km  d'Orléans, préfecture du département, et à 12,1 km de Jargeau, ancien chef-lieu du canton dont dépendait la commune avant mars 2015. La commune fait partie du bassin de vie de Châteauneuf-sur-Loire dont elle est éloignée de 7,9 km.
Les communes les plus proches sont : Guilly (2,6 km), Tigy (3,4 km), Sigloy (4,5 km), Saint-Benoît-sur-Loire (5 km), Germigny-des-Prés (5,8 km), Ouvrouer-les-Champs (6,3 km), Saint-Martin-d'Abbat (7 km), Saint-Aignan-des-Gués (7,4 km), Châteauneuf-sur-Loire (7,9 km) et Vienne-en-Val (8,2 km).
| Tigy              | Sigloy                     | Guilly  |
| Tigy              | Neuvy-en-Sullias           | Guilly  |
| Vannes-sur-Cosson | Vannes-sur-Cosson, Viglain | Viglain |

### Lieux-dits et écarts
Les Carrés ; les Beauvinières ; la Chaise ; la Mainferme ; la Colonie.

### Géologie et relief

#### Géologie
La commune se situe dans le sud du Bassin parisien, le plus grand des trois bassins sédimentaires français. Cette vaste dépression, occupée dans le passé par des mers peu profondes et des lacs, a été comblée, au fur et à mesure que son socle s’affaissait, par des sables et des argiles, issus de l’érosion des reliefs alentour, ainsi que des calcaires d’origine biologique, formant ainsi une succession de couches géologiques.
Les couches affleurantes sur le territoire communal sont constituées de formations superficielles du Quaternaire et de roches sédimentaires datant du Cénozoïque, l'ère géologique la plus récente sur l'échelle des temps géologiques, débutant il y a 66 millions d'années. La formation la plus ancienne est des sables et argiles de Sologne remontant à l’époque Miocène de la période Néogène. La formation la plus récente est des alluvions récentes des lits mineurs remontant à l’époque Holocène de la période Quaternaire. Le descriptif de ces couches est détaillé dans la feuille « no 399 - Châteauneuf-sur-Loire » de la carte géologique au 1/50 000ème du département du Loiret, et sa notice associée.

Carte géologique de la commune.

|  | Fz :  | alluvions récentes des lits mineurs, Holocène                                                     |
|  | FC :  | alluvions et colluvions du fond des vallées secondaires, Holocène                                 |
|  | Fy :  | alluvions récentes des levées et montilles de la Loire et des basses terrasses du Loing, Holocène |
|  | Fx :  | alluvions de basse terrasse de la Loire, Pléistocène (Wurm), terrasse +5 m                        |
|  | Fvb : | alluvions de haute terrasse, Pléistocène (Mindel), terrasse +20 m                                 |

|  | m3-p1SASo : | sables et argiles de Sologne, Langhien supérieur à Pliocène inférieur |

#### Relief
La superficie cadastrale de la commune publiée par l’Insee, qui sert de référence dans toutes les statistiques, est de 25,28 km2,. La superficie géographique, issue de la BD Topo, composante du Référentiel à grande échelle produit par l'IGN, est quant à elle de 25,47 km2. Son relief est relativement plat puisque la dénivelée maximale atteint 43 mètres. L'altitude du territoire varie entre 106 m et 149 m.

### Hydrographie
La commune est située à proximité de la rive gauche de la Loire mais son territoire ne s'étend pas jusqu'à la rive. Le  Beuvron, le Dhuy, le Mothois, le Leu, le Massy traversent Neuvy et le Bourillon, sous-affluent de la Loire par le Cosson y prend sa source.
Plusieurs étangs sont situés sur le territoire de la commune : Les Audenots ; Neuf ; Le Prélong ; La Vacherie ; Meunier ; La Chappe ; Les Bruyères ; Le Bouchat ; Les Bœufs.

### Climat
Pour des articles plus généraux, voir Climat du Centre-Val de Loire et Climat du Loiret.
En 2010, le climat de la commune est de type climat océanique dégradé des plaines du Centre et du Nord, selon une étude du CNRS s'appuyant sur une série de données couvrant la période 1971-2000. En 2020, Météo-France publie une typologie des climats de la France métropolitaine dans laquelle la commune est exposée à un climat océanique altéré et est dans une zone de transition entre les régions climatiques « Moyenne vallée de la Loire » et « Centre et contreforts nord du Massif Central ».
Pour la période 1971-2000, la température annuelle moyenne est de 10,9 °C, avec une amplitude thermique annuelle de 15,5 °C. Le cumul annuel moyen de précipitations est de 704 mm, avec 11,1 jours de précipitations en janvier et 7,5 jours en juillet. Pour la période 1991-2020, la température moyenne annuelle observée sur la station météorologique de Météo-France la plus proche, sur la commune de Saint-Benoît-sur-Loire à 5 km à vol d'oiseau, est de 12,0 °C et le cumul annuel moyen de précipitations est de 687,0 mm,. Pour l'avenir, les paramètres climatiques de la commune estimés pour 2050 selon différents scénarios d'émission de gaz à effet de serre sont consultables sur un site dédié publié par Météo-France en novembre 2022.

### Milieux naturels et biodiversité

#### Sites Natura 2000
Le réseau Natura 2000 est un réseau écologique européen de sites naturels d’intérêt écologique élaboré à partir des Directives «Habitats » et «Oiseaux ». Ce réseau est constitué de Zones Spéciales de Conservation (ZSC) et de Zones de Protection Spéciale (ZPS). Dans les zones de ce réseau, les États membres s'engagent à maintenir dans un état de conservation favorable les types d'habitats et d'espèces concernés, par le biais de mesures réglementaires, administratives ou contractuelles. L'objectif est de promouvoir une gestion adaptée des habitats tout en tenant compte des exigences économiques, sociales et culturelles, ainsi que des particularités régionales et locales de chaque État membre. les activités humaines ne sont pas interdites, dès lors que celles-ci ne remettent pas en cause significativement l’état de conservation favorable des habitats et des espèces concernés,. Un site Natura 2000 est présent sur le territoire communal de Neuvy-en-Sullias, dénommé « Sologne ».
La « Sologne » a été désignée site d'importance communautaire par arrêté du 26 octobre 2009 et est codée FR2402001. Le site occupe la quasi-totalité du territoire communal. D'une superficie totale de 346 184 ha,elle constitue une vaste étendue émaillée d'étangs, située en totalité sur les formations sédimentaires du burdigalien. L'agriculture est en recul et on observe une fermeture des milieux naturels (landes). Plusieurs ensembles naturels de caractère différent se distinguent sur ce site :
- la Sologne des étangs ou Sologne centrale, qui recèle plus de la moitié des étangs de la région ; les sols sont un peu moins acides que dans le reste du pays ;
- la Sologne sèche ou Sologne du Cher, qui se caractérise par une plus grande proportion de landes sèches à bruyère cendrée, callune et Hélianthème faux-alysson ;
- la Sologne maraîchère, qui abrite encore une agriculture active et possède quelques grands étangs en milieu forestier ;
- la Sologne du Loiret, au nord, qui repose en partie sur des terrasses alluviales de la Loire issues du remaniement du soubassement burdigalien, ensemble auquel appartient la commune de Neuvy-en-Sullias.

#### Zones nationales d'intérêt écologique, faunistique et floristique

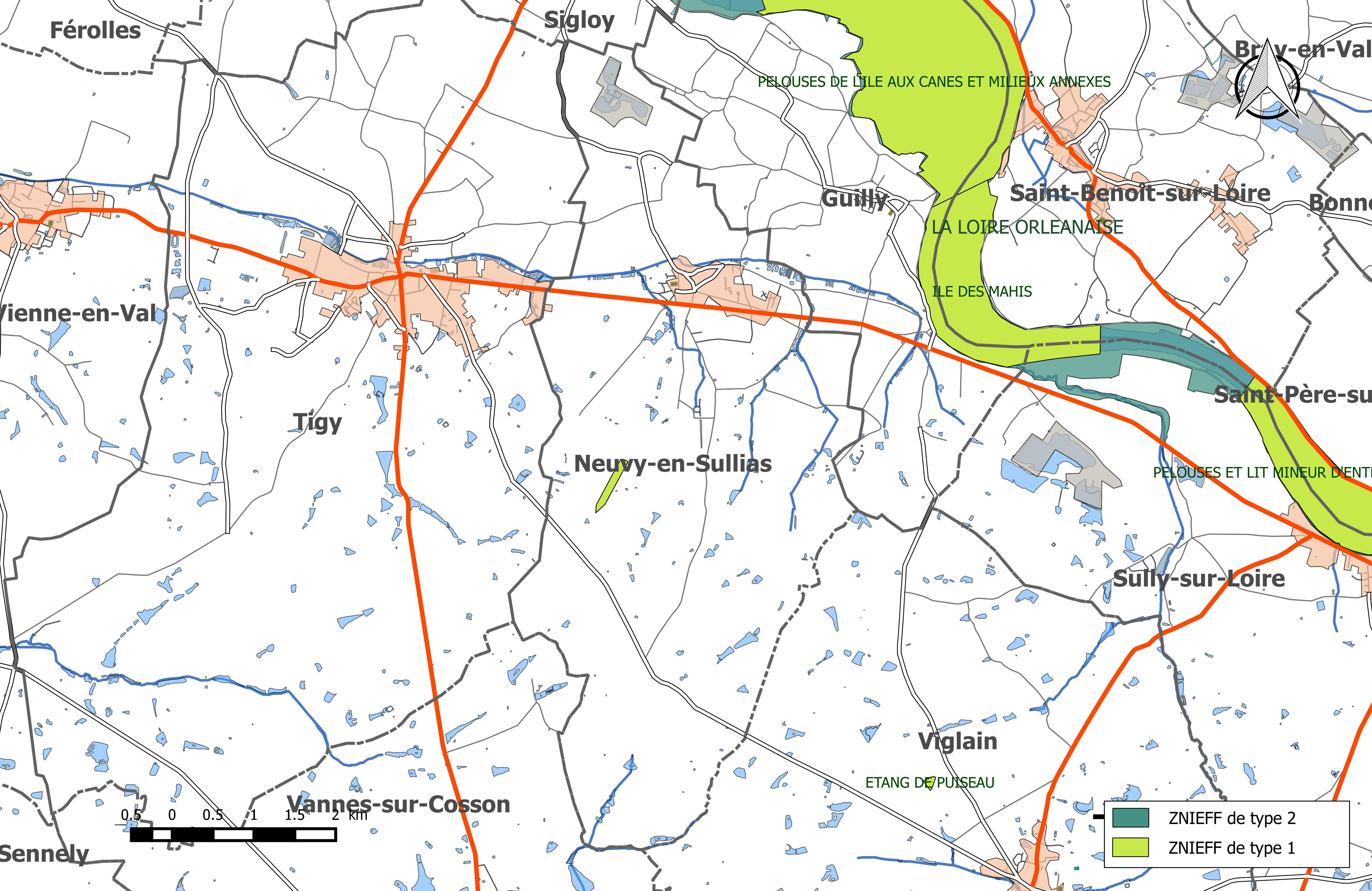
Carte des ZNIEFF de la commune et de ses abords.

L’inventaire des zones naturelles d'intérêt écologique, faunistique et floristique (ZNIEFF) a pour objectif de réaliser une couverture des zones les plus intéressantes sur le plan écologique, essentiellement dans la perspective d’améliorer la connaissance du patrimoine naturel national et de fournir aux différents décideurs un outil d’aide à la prise en compte de l’environnement dans l’aménagement du territoire. Le territoire communal de Neuvy-en-Sullias comprend une ZNIEFF de type 1 dénommée « Aulnaie-frênaie du Gilloy ». D'une superficie de 6 hectares, cette aulnaie se localise à 2,5 km au sud du bourg de Neuvy-en-Sullias, sur les anciennes terrasses alluviales de la Loire. Son altitude varie entre 115 et 130 m. C'est surtout la qualité de l'habitat, ici une aulnaie-frênaie des petits cours d'eau, qui justifie l'intérêt de cette zone. Ce type d'habitat, en bon état de conservation, est particulièrement rare dans la région et notamment dans le Loiret. En outre, ce boisement abrite une belle population d'osmonde royale (Osmunda regalis), espèce protégée au niveau régional, ainsi qu'une population d'Oxalis acetosella, rare dans le Loiret.

## Histoire

### Antiquité
Des vestiges datant du Hallstatt et de la fin de l'âge du bronze ont été retrouvées attestant d'une possible activité métallurgique.

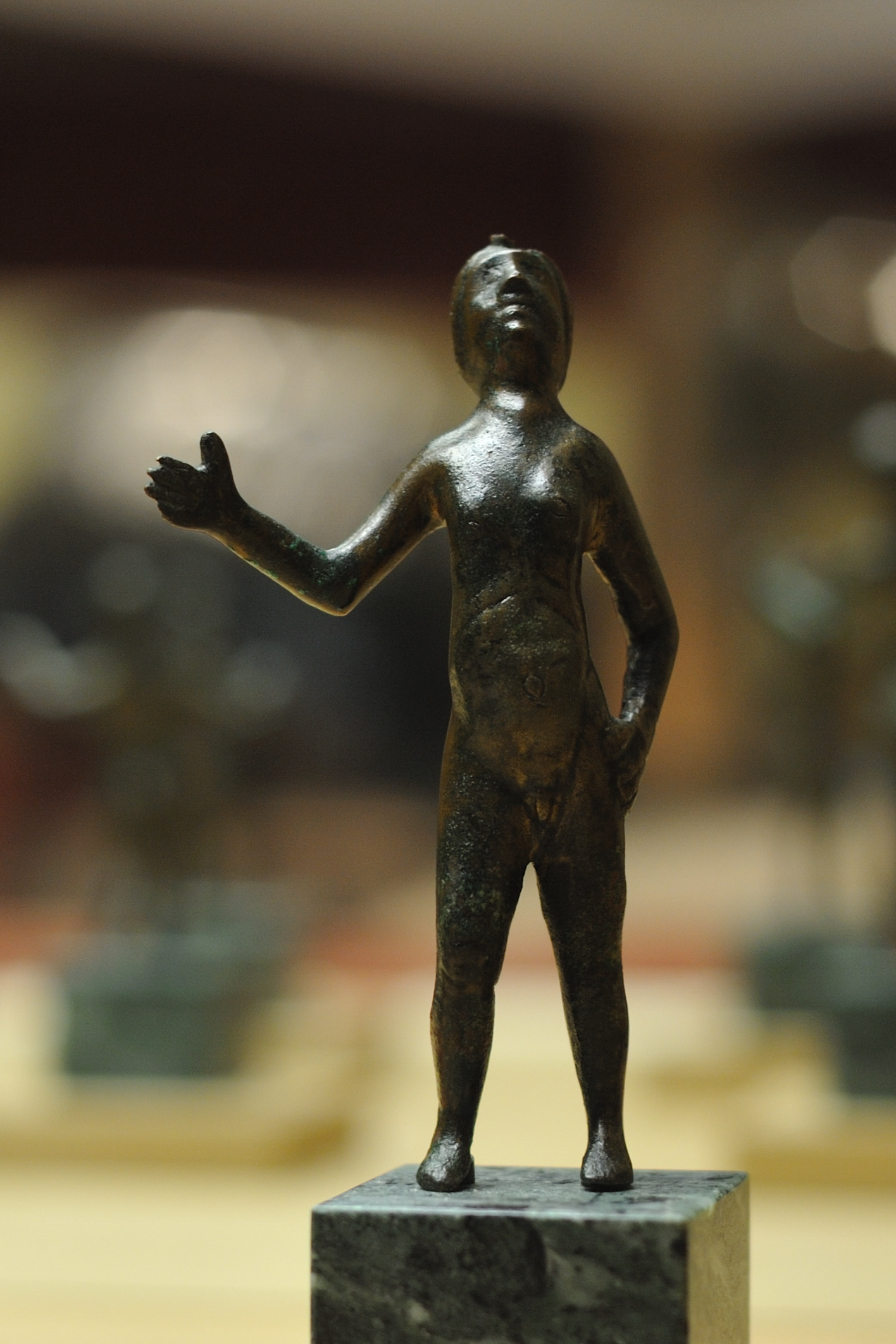
L'homme cambré, statue de la période -, découverte à Neuvy-en-Sullias en 1861 et exposée au musée historique et archéologique de l'Orléanais

Sur le territoire de la tribu gauloise des Carnutes, un hameau où l'on pratique l'élevage de chevaux est décrit sous le nom de Cassiciate ou Cassicion ; il correspond à l'actuel quartier du Chassis.
Un temple sur la voie menant d'Orléans à Sancerre constituait un lieu de pèlerinage important.
En 1861, un des plus remarquables ensembles de bronzes gallo-romains, connu sous le nom de trésor de Neuvy-en-Sullias, est découvert à l'ouest du bourg sur le site du Mothois (la Motte, à l'abri des crues de la Loire), dans une sablière maintenant remplacée par une habitation. Le trésor a été découvert derrière un mur de briques et de pierres sèches. La détermination du dieu à qui était dédicacé le temple, est basée sur l’interprétation de l'inscription sur la plaque qui accompagne la statue du cheval de Neuvy. Or cette inscription peut être lue de deux façons, dont chacune indique un dieu différent. On a longtemps pensé que le temple avait été dédié à un certain dieu appelé Rudiobus, un dieu inconnu jusque-là et que les partisans de cette interprétation ont assimilé à Rudianos ; mais il pourrait avec plus de raison l'avoir été à Esus, ici juxtaposé (mais très clairement sans assimilation) à Jupiter,,. La quasi-totalité des pièces du trésor a été rachetée par le musée historique et archéologique de l'Orléanais.
Lors des grandes invasions des Ve et VIe siècles, le village est construit légèrement au sud du hameau : Noviacus (855) ou Novus Vicus (900) signifiant « le nouveau village ».

### Moyen Âge
Entre 1861 et 1880, les restes d'un cimetière important sont découverts : 18 sarcophages d'époque mérovingienne datant du Ve siècle et une vingtaine de fosses alignées sont mis au jour à 50 mètres du lieu-dit le Mothois. Dans un des sarcophages, il y avait une lame de fer de 53 cm, identifiée comme un scramasaxe,. Cette arme daterait probablement du VIIe siècle.
Vers 1040, Gauzlin de Fleury, abbé de l'abbaye de Fleury, ordonne au moine Arnauld de construire l'église de Novo Vico, lapideo tabulatu fabricavit ecclesiam, achevée vers le début du XIe siècle. En effet, la paroisse de Neuvy appartenait à l'abbaye de Fleury, René de Maulde en apporte la confirmation d'après un diplôme royal d'octobre 891.
Au XIVe siècle, Neuvy appartient au Sullias, un archidiaconé. Le village constitue également un Pagus, fief des seigneurs de Sully qui y rendent Justice.
Vers 1395, la châtellenie de Châteauneuf s'étend jusqu'à Neuvy avec ses vassaux du roi de France : Jean Bruslé en 1458, Jean Mignat, bourgeois de Sully en 1483 et pour le domaine de Touffou, Charles Lamy, écuyer en 1596, inhumé par le curé Denis Lebel le 12 avril 1614.

### Époque moderne
Entre 1655 et 1664, sous Louis XIV, sur le lieu-dit "Bois de Bouan", la ferme devait être fortifiée avec des douves autour. C'était le domaine de Charles Franger, seigneur du Bois de Bouan, Gentilhomme de la garde écossaise de la maison du Roy, Garde forêt du bois du Roy, il vit des taxes que lui versent les métayers de ses propriétés alentour, il assiste d'ailleurs à de nombreux mariages de ses paysans (Archives du Loiret). Lui-même s'est marié le 6 mai 1653 à l'Alleu St Mesmin à Charlotte Bongars, fille de Charles Bongars, écuyer du Roy, Seigneur de Ste Marie et de Prelefort, faisant partie des familles nobles orléanaises connues[réf. nécessaire].

### Héraldique

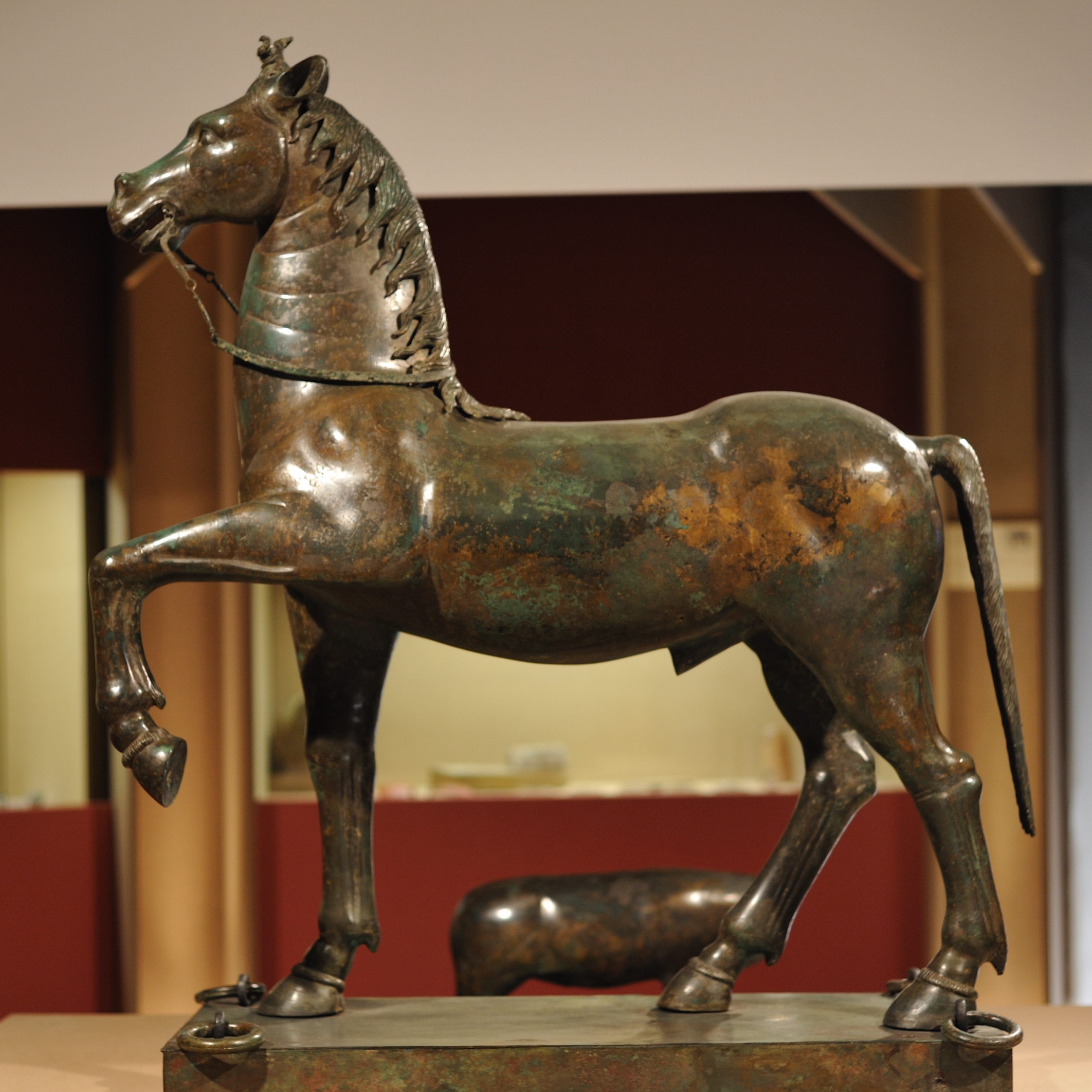
La statue en bronze représentant un cheval découverte dans le trésor de Neuvy-en-Sullias en 1861 est figurée sur le blason.

| Blason de Neuvy-en-Sullias | De sinople à un cheval passant d'or, au chef cousu d'azur chargé de trois molettes d'or |

## Urbanisme

### Typologie
Au 1er janvier 2024, Neuvy-en-Sullias est catégorisée bourg rural, selon la nouvelle grille communale de densité à sept niveaux définie par l'Insee en 2022.
Elle est située hors unité urbaine. Par ailleurs la commune fait partie de l'aire d'attraction d'Orléans, dont elle est une commune de la couronne,. Cette aire, qui regroupe 136 communes, est catégorisée dans les aires de 200 000 à moins de 700 000 habitants,.

### Occupation des sols
L'occupation des sols de la commune, telle qu'elle ressort de la base de données européenne d’occupation biophysique des sols Corine Land Cover (CLC), est marquée par l'importance des territoires agricoles (47,1 % en 2018), en diminution par rapport à 1990 (51,4 %). La répartition détaillée en 2018 est la suivante :
forêts (46,3 %), terres arables (27,3 %), zones agricoles hétérogènes (13,6 %), prairies (6,2 %), zones urbanisées (4,6 %), espaces verts artificialisés, non agricoles (1 %), eaux continentales (1 %).
L'évolution de l’occupation des sols de la commune et de ses infrastructures peut être observée sur les différentes représentations cartographiques du territoire : la carte de Cassini (XVIIIe siècle), la carte d'état-major (1820-1866) et les cartes ou photos aériennes de l'IGN pour la période actuelle (1950 à aujourd'hui).

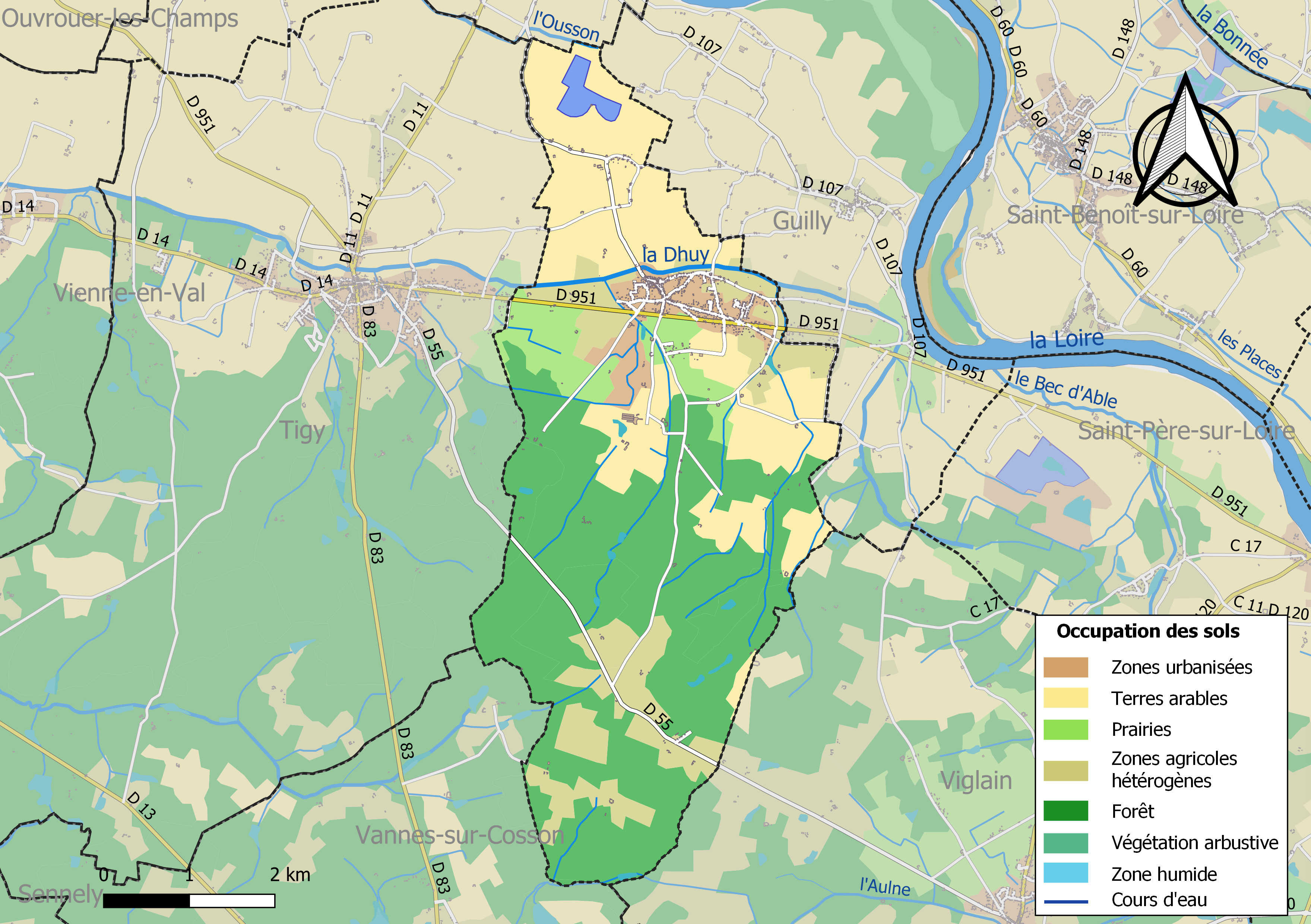
Carte des infrastructures et de l'occupation des sols de la commune en 2018 (CLC).
Carte orthophotographique de la commune en 2016.

### Planification

#### Plan local d'urbanisme
La commune prescrit l'élaboration d'un plan d'occupation des sols en décembre 1983. Le document est approuvé en mars 1987.
La loi relative à la solidarité et au renouvellement urbains du 13 décembre 2000, dite loi SRU, complétée par la loi urbanisme et habitat du 2 juillet 2003, marque une évolution de la planification urbaine en créant notamment les plans locaux d’urbanisme (PLU), vecteurs de projets de territoire, appelés à se substituer progressivement aux plans d’occupation des sols. Le PLU contient deux éléments nouveaux par rapport au POS : le plan d'aménagement et de développement durable (PADD), qui exprime le projet de la ville par des orientations générales en matière d'urbanisme, de développement, d'équipement et de préservation de l'environnement et les orientations d'aménagement et de programmation (OAP) qui correspondent à des zooms qui peuvent porter sur des quartiers ou secteurs à mettre en valeur, réhabiliter, restructurer ou aménager, ou sur l'aménagement d'un espace public, etc. Dans ce cadre le conseil municipal prescrit la révision du Plan
d’occupation des sols et sa transformation en plan local d'urbanisme le 11 février 2000. Après l'enquête publique qui s'est déroulée en juillet 2003, le document est approuvé le 30 janvier 2004. Une révision simplifiée est approuvée en juillet 2012. Une révision complète du document est décidée en mars 2015,.

#### Documents d'orientations intercommunaux
La commune est membre du Pays Sologne Val-sud, qui regroupe 29 des communes de la Sologne du Loiret. Ce pays impose un certain nombre de contraintes, que les documents d’urbanisme doivent respecter en étant compatibles avec les documents d’orientations du Pays. Le pays a notamment élaboré une charte architecturale et paysagère en 2005.
En 2012 les Pays Forêt d'Orléans Val de Loire, Loire Beauce et Sologne Val Sud sont les seuls territoires du département du Loiret ne disposant pas de schéma de cohérence territoriale (SCoT). Compte tenu de l'intérêt de cet outil pour l'avenir des territoires, les élus de ces pays décident d'engager une démarche d'élaboration de SCOT. Le comité syndical du Pays Sologne Val Sud se prononce majoritairement en mars 2013 pour prendre la compétence SCoT dans ses statuts. Les quatre communautés de communes qui composent le Pays délibèrent en avril et mai 2013 pour confier "l'élaboration, la gestion et le suivi du SCoT" au Pays Sologne Val Sud. Les compétences sont modifiées en ce sens en juin 2013, le périmètre du SCOT est arrêté par le préfet le 10 octobre 2013. Après étude et concertation de 2014 à 2017, le document doit être approuvé en 2018.

### Voies de communication et transports

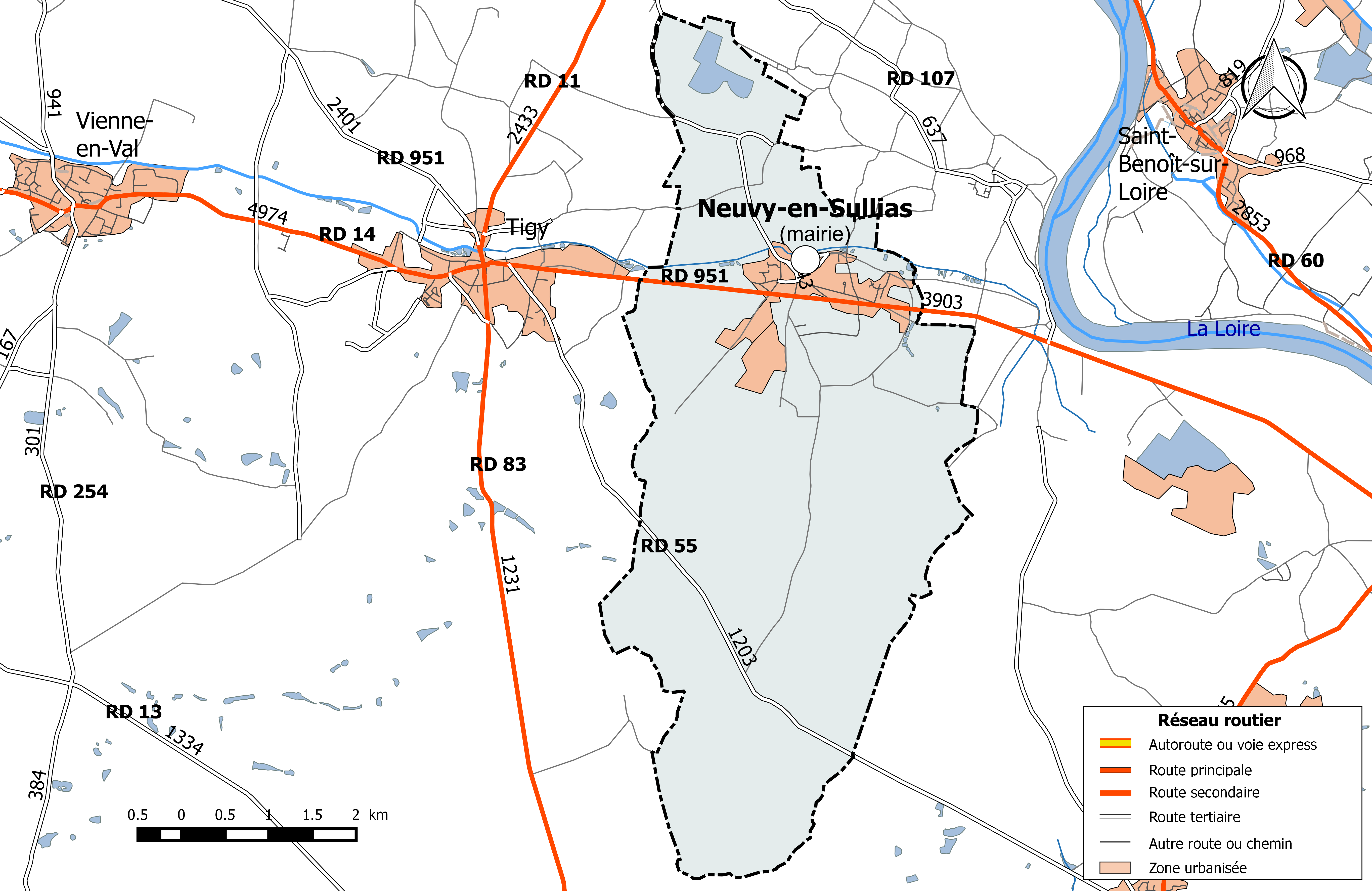
Réseau routier principal de la commune de Neuvy-en-Sullias (avec indication du trafic routier 2014).

#### Infrastructures routières
La commune est traversée par deux routes départementales : la RD 951 et la RD 55.
La RD 951, qui constitue une artère principale et qui longe le bourg sous la dénomination de route de Sully, est l'ancienne route nationale 751, qui avait été créée en 1933 et était définie comme la route de Cosne-sur-Loire à la pointe de Saint-Gildas par la rive gauche de la Loire. La section traversant le Loiret, reliant Beaulieu-sur-Loire à Lailly-en-Val, a été transférée au département du Loiret par arrêté du 22 décembre 1972. En 2014, elle supporte sur le territoire communal un trafic de 3 903 véhicules/jour. La RD 55 (1 203 véhicules/jour) relie quant à elle Cerdon à Tigy et traverse la partie sud de la commune.
Complétant ces voies, la commune est sillonnée de plusieurs voies communales et chemins ruraux  desservant ses fermes et hameaux et les bourgs environnants.

#### Transports en commun
En 2016, la commune est desservie par la ligne no 7A du réseau Ulys, le réseau interurbain de transport par autocar du Conseil départemental du Loiret. Cette ligne, qui relie Sully-sur-Loire - Tigy - Jargeau - Orléans, propose un nombre de dessertes variable en fonction des jours ouvrables de la semaine. Des correspondances SNCF sont assurées dans la gare d'Orléans. À compter du 1er janvier 2017, la compétence des services de transports routiers interurbains, réguliers et à la demande est transférée des départements aux régions, et donc localement du département du Loiret à la région Centre-Val de Loire, consécutivement à la loi NOTRe du 7 août 2015.

### Circulation douce et piétonne
Le sentier de grande randonnée de pays (GRP) dit sentier historique de la vallée des rois traverse le territoire de la commune.

### Risques naturels et technologiques majeurs
La commune de Neuvy-en-Sullias est vulnérable à différents aléas naturels : inondations (par débordement de la Loire ou de ruisseaux), climatiques (hiver exceptionnel ou canicule), mouvements de terrains ou sismique.
Entre 1999 et 2016, deux arrêtés ministériels portant ou ayant porté reconnaissance de catastrophe naturelle ont été pris pour le territoire de la commune de Neuvy-en-Sullias pour des inondations et coulées de boue.

#### Risque d'inondation

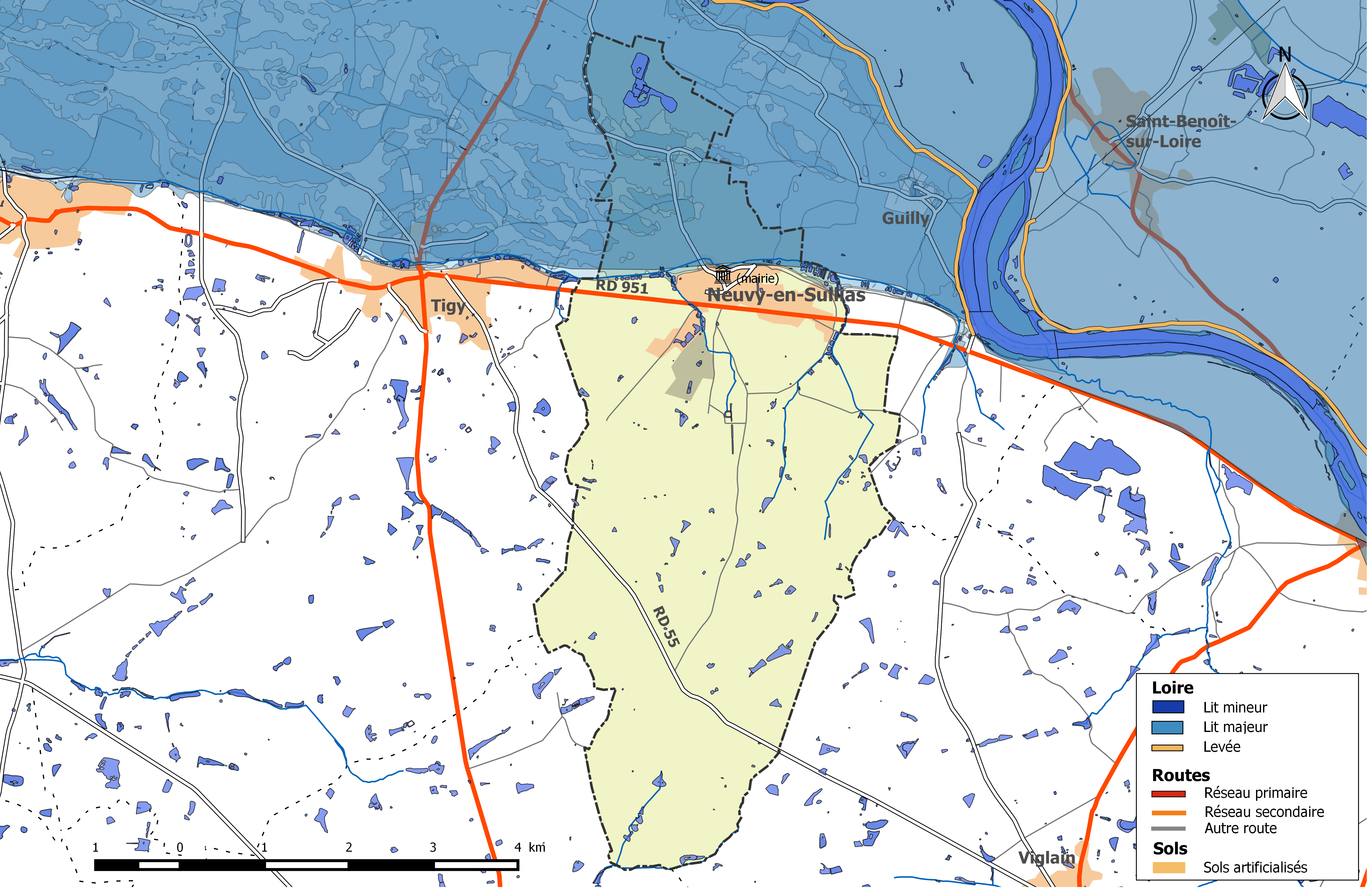
Zone inondable de la commune de Neuvy-en-Sullias.

La Loire est à l'origine des dégâts les plus importants sur la commune en cas de crue majeure. Les crues historiques sont celles de 1846, 1856, 1866 et 1907. Aucune crue n'a atteint depuis 1907 les hauteurs atteintes lors de ces événements catastrophiques.
La zone inondable de la commune de Neuvy-en-Sullias couvre une surface de 427 hectares, soit 17 % du territoire communal. Cette zone se répartit en 349 ha en espaces agricoles, 2 ha en eau, 25 ha en espaces naturels, 0 ha en serres et 51 ha en surfaces urbanisées.  105 personnes résident dons cette zone. Elle fait partie du val d'Orléans qui s’étend sur 33 km de longueur, du hameau de Bouteille à l’amont au confluent du Loiret à l’aval. Ce val est protégé par une levée en terre, la levée d'Orléans, de 45 km de longueur, interrompue à 3,5 km environ en amont du confluent du Loiret. Il est inondé par le remous de la Loire dans la confluence du Loiret dès les premières crues simulées. Cette levée a été renforcée sur toute sa longueur. Le niveau de protection historique est celui visé par la construction du déversoir de Jargeau, aménagé à la fin du XIXe siècle à l'emplacement des brèches qui s'étaient produites en 1846, 1856 et 1866 et conçu initialement pour fonctionner au-delà de la cote de Loire à l'échelle d'Orléans proche de 6 m (crue de 1825, n'ayant pas occasionné de brèches). Les lignes d’eau en crue ont toutefois beaucoup changé depuis du fait de l’évolution morphologique du lit de la Loire, conséquence des ouvrages de navigation qui ont été réalisés au XIXe siècle et de l’extraction massive de matériaux en deuxième partie du XXe siècle. Le déversoir ne remplit donc plus sa fonction de protéger la levée d’Orléans des surverses, et il ne permet plus de définir l’objectif de protection du système d’endiguement.
L'analyse menée dans le cadre de l'étude de danger des digues, montre qu'aujourd'hui, le niveau de protection apparent de la levée est associé à une crue de période de retour d'environ 200 ans, soit une hauteur d'eau à l'échelle d'Orléans estimée à 5,75 m. Les zones de surverses probables mises en évidence se situent de l'amont vers l'aval, à Guilly, Sigloy et Saint-Denis-en-Val (lieu-dit de Château Lumina). Par ailleurs, ces études montrent aussi que des défaillances avant dépassement des ouvrages sont probables, en particulier à Guilly, Sigloy et Saint-Pryvé-Saint-Mesmin. Pour le secteur de Guilly, la probabilité de rupture n'est plus négligeable dès la crue de période de retour de 70 ans, soit une cote d'environ 4,60 m à l'échelle d'Orléans. Cette cote définit le niveau de sûreté actuel de la digue d'Orléans et correspond au seuil de déclenchement du plan d'évacuation massive de l'agglomération d'Orléans en cas de crue.
Le risque d'inondation est pris en compte dans l'aménagement du territoire de la commune par le biais du Plan de prévention du risque inondation (PPRI) du val d'Orléans - val amont, approuvé le 20 janvier 2015. Deux nouveaux types de zones sont apparues par rapport au précédent PPRI, plus restrictives pour une meilleure protection des usagers : la zone de dissipation d'énergie (ZDE) et la zone d'expansion de crue (ZEC). Dans la ZDE, située immédiatement à l’arrière des levées, qui serait fortement affectée en cas de brèche ou de rupture de digue, toute construction nouvelle est interdite. La ZEC quant à elle correspond aux secteurs naturels ou agricoles qu’il convient de préserver pour l’étalement des eaux en cas d’inondation et éviter l’accroissement des risques.
Deux documents permettent de définir les modalités de gestion de crise et d'organisation des secours : au niveau départemental, le Dispositif ORSEC départemental spécialisé déclenché en cas d'inondation de la Loire, le plan ORSIL, et au niveau communal le plan communal de sauvegarde.

#### Risque de mouvements de terrain
Le territoire de la commune peut être concerné par un risque d'effondrement de cavités souterraines non connues. Une cartographie départementale de l'inventaire des cavités souterraines et des désordres de surface a été réalisée. Il a été recensé sur la commune plusieurs effondrements de cavités.
Par ailleurs, le sol du territoire communal peut faire l'objet de mouvements de terrain liés à la sécheresse. Le phénomène de retrait-gonflement des argiles est la conséquence d'un changement d'humidité des sols argileux. Les argiles sont capables de fixer l'eau disponible mais aussi de la perdre en se rétractant en cas de sécheresse. Ce phénomène peut provoquer des dégâts très importants sur les constructions (fissures, déformations des ouvertures) pouvant rendre inhabitables certains locaux. Celui-ci a particulièrement affecté le Loiret après la canicule de l'été 2003. Une grande partie du territoire de la commune est soumis à un aléa « faible » face à ce risque, selon l'échelle définie par le Bureau de recherches géologiques et minières (BRGM), hormis une bande traversant le sud du territoire communal qui est en aléa « faible ».

## Politique et administration

### Découpage territorial

#### Bloc communal: Commune et intercommunalités
La paroisse et bourg de Neuvy-en-Sullias acquiert le statut de municipalité avec le décret du 12 novembre 1789 de l'Assemblée Nationale puis celui de « commune », au sens de l'administration territoriale actuelle, par le décret de la Convention nationale du 10 brumaire an II (31 octobre 1793). Il faut toutefois attendre la loi du 5 avril 1884 sur l'organisation municipale pour qu'un régime juridique uniforme soit défini pour toutes les communes de France, point de départ de l’affirmation progressive des communes face au pouvoir central.
Aucun événement de restructuration majeure du territoire, de type suppression, cession ou réception de territoire, n'a affecté la commune depuis sa création.
La commune de Neuvy-en-Sullias n'appartient à aucune intercommunalité à fiscalité propre jusqu'en 2011 et fait partie, à cette date, des 68 communes du Loiret dites « isolées ». La commune adhère à la communauté de communes du Sullias lors de la création de cette intercommunalité le 26 novembre 2012. La commune appartient à d'autres établissements publics de coopération intercommunale, de type syndicats ou autres regroupements intercommunaux. Le découpage territorial de ces structures est en constante évolution dans une perspective de rationalisation et d'efficience des services.
Depuis le 1er janvier 2017, la commune est membre de la communauté de communes du Val de Sully, issue de la fusion des communautés de communes du Sullias et de Val d'Or et Forêt, ainsi que du rattachement de la commune de Vannes-sur-Cosson.

#### Circonscriptions de rattachement
Sous l'Ancien Régime, à la veille des États généraux de 1789, la paroisse de Neuvy-en-Sullias était rattachée sur le plan ecclésiastique au diocèse d'Orléans, sur le plan judiciaire au bailliage d'Orléans et au grenier à sel de Sully, sur le plan militaire au gouvernement d'Orléans et sur le plan administratif à la généralité d'Orléans,.
La loi du 22 décembre 1789 divise le pays en 83 départements découpés chacun en six à neuf districts eux-mêmes découpés en cantons regroupant des communes. Les districts, tout comme les départements, sont le siège d’une administration d’État et constituent à ce titre des circonscriptions administratives. La commune de Neuvy-en-Sullias est alors incluse dans le canton de Tigy, le district d'Orléans et le département du Loiret.
La recherche d’un équilibre entre la volonté d’organiser une administration dont les cadres permettent l’exécution et le contrôle des lois d’une part, et la volonté d’accorder une certaine autonomie aux collectivités de base (paroisses, bourgs, villes) d’autre part, s’étale de 1789 à 1838. Les découpages territoriaux évoluent ensuite au gré des réformes visant à décentraliser ou recentraliser l'action de l'État. La régionalisation fonctionnelle des services de l'État (1945-1971) aboutit à la création de régions. L'acte I de la décentralisation de 1982-1983 constitue une étape importante en donnant l'autonomie aux collectivités territoriales, régions, départements et communes. L'acte II intervient en 2003-2006, puis l'acte III en 2012-2015. Parallèlement l'État se réforme périodiquement. La réforme de l’administration territoriale de l’État (RéATE), entrée en vigueur au 1er janvier 2010 et issue de la révision générale des politiques publiques (RGPP) est une des grandes réformes visant à simplifier l'organisation de l’État.
Le tableau suivant présente les rattachements, au niveau infra-départemental, de la commune de Neuvy-en-Sullias aux différentes circonscriptions administratives et électorales ainsi que l'historique de l'évolution de leurs territoires.
| Circonscription             | Nom                | Dernière période | Type de circonscription      | Évolution du découpage territorial |
| --------------------------- | ------------------ | ---------------- | ---------------------------- | --- |
| District                    | Orléans            | 1790-1795        | Administrative               | La commune est rattachée au district d'Orléans de 1790 à 1795,. La Constitution du 5 fructidor an III, appliquée à partir de vendémiaire an IV (1795) supprime les districts, rouages administratifs liés à la Terreur, mais maintient les cantons qui acquièrent dès lors plus d'importance. |
| Canton                      | Tigy               | 1790-1801        | Administrative et électorale | En 1790, lors de la création des cantons, districts et départements, la commune de Neuvy-en-Sullias est rattachée au canton de Tigy. Les cantons sont supprimés, en tant que découpage administratif, par une loi du 26 juin 1793, et ne conservent qu'un rôle électoral. Ils permettent l’élection des électeurs du second degré chargés de désigner les députés. Ils acquièrent une fonction administrative avec la disparition des districts en 1795. |
| Canton                      | Jargeau            | 1801-2015        | Administrative et électorale | Sous le Consulat, un redécoupage territorial visant à réduire le nombre de justices de paix ramène le nombre de cantons dans le Loiret de 59 à 31. Neuvy-en-Sullias est alors rattachée au canton de Jargeau par arrêté du 9 vendémiaire an X (30 septembre 1801),. |
| Canton                      | Sully-sur-Loire    | 2015-            | Électorale                   | La loi du 17 mai 2013 et ses décrets d'application publiés en février et mars 2014 introduisent un nouveau découpage territorial pour les élections départementales. La commune est alors rattachée au canton de Sully-sur-Loire. Depuis cette réforme, plus aucun service de l'État n'exerce sa compétence sur un territoire s'appuyant sur le nouveau découpage cantonal. Le canton a disparu en tant que circonscription administrative de l'État ; il est désormais uniquement une circonscription électorale destinée à l'élection d'un binôme de conseillers départementaux siégeant au conseil départemental. |
| Arrondissement              | Orléans            | 1801-            | Administrative               | Neuvy-en-Sullias est rattachée à l'arrondissement d'Orléans depuis sa création en 1801,. |
| Circonscription législative | 3e circonscription | 2010-            | Électorale                   | Lors du découpage législatif de 1986, le nombre de circonscriptions législatives passe dans le Loiret de 4 à 5. Un nouveau redécoupage intervient en 2010 avec la loi du 23 février 2010. En attribuant un siège de député « par tranche » de 125 000 habitants, le nombre de circonscriptions par département varie désormais de 1 à 21,. Dans le Loiret, le nombre de circonscriptions passe de cinq à six. La réforme n'affecte pas Neuvy-en-Sullias qui reste rattachée à la troisième circonscription. |

#### Collectivités de rattachement
La commune de Neuvy-en-Sullias est rattachée au département du Loiret et à la région Centre-Val de Loire, à la fois circonscriptions administratives de l'État et collectivités territoriales.

### Politique et administration municipales

#### Conseil municipal et maire
Depuis les élections municipales de 2014, le conseil municipal de Neuvy-en-Sullias, commune de plus de 1 000 habitants, est élu au scrutin proportionnel de liste à deux tours (sans aucune modification possible de la liste), pour un mandat de six ans renouvelable. Il est composé de 15 membres. L'exécutif communal est constitué par le maire, élu par le conseil municipal, parmi ses membres, pour un mandat de six ans, c'est-à-dire pour la durée du mandat du conseil.
| Période                                  | Période  | Identité                          | Étiquette | Qualité                                                                                      |
| ---------------------------------------- | -------- | --------------------------------- | --------- | -------------------------------------------------------------------------------------------- |
| avant 1793                               | 1792     | Jean Michel BARBE de LUZE         |           | Propriétaire Château de la Brosse                                                            |
| 1793                                     | 1806     | Ithier ROBERT                     |           |                                                                                              |
| 1807                                     | 1816     | Jean Michel BARBE de LUZE         |           | Propriétaire Château de la Brosse                                                            |
| 1822                                     | 1830     | Pierre Aignan Pommier             |           | Laboureur au Bois de Bouan                                                                   |
| 1830                                     | 1838     | Charles Marie Broutin du pavillon |           | Propriétaire Château de la Brosse                                                            |
| 1838                                     | 1840     | Louis Grandjean                   |           | Laboureur                                                                                    |
| 1840                                     | 1846     | Louis Bernard Hallier             |           | Epicier-Droguiste à Orléans-Propriétaire Château du Gilloy                                   |
| 1846                                     | 1848     | Pierre Aignan Pommier             |           | Laboureur au Bois de Bouan                                                                   |
| 1848                                     | 1864     | Jean Ducinne Deschamps            |           | Laboureur aux Petites Haies                                                                  |
| 1864                                     | 1881     | Michel Edouard Hazard             |           | Propriétaire du château du Gilloy                                                            |
| 1881                                     | 1894     | Florentin Coutellier              |           | Cultivateur au Grand Coudresceau                                                             |
| 1894                                     | 1896     | Eugène Constant GRANDJEAN         |           | Propriétaire                                                                                 |
| 1896                                     | 1906     | Michel Edouard Hazard             |           | ancien Capitaine Adjudant Major au 73e Régiment de mobiles Propriétaire du château du Gilloy |
| 1906                                     | 1911     | Louis Robert                      |           | Cultivateur au Briou                                                                         |
| 1911                                     | 1924     | Armand Deschamps                  |           | Cultivateur à l'Aulne                                                                        |
| 1924                                     | 1929     | Ludovic Augrain                   |           | Cultivateur                                                                                  |
| 1929                                     | 1945     | Florentin Coutellier              |           | Cultivateur au Grand Coudresceau                                                             |
| 1945                                     | 1953     | Emile Robichon                    |           | Cultivateur à la Brosse                                                                      |
| 1953 à vérifier                          | 1977     | René Poignard                     |           | Cultivateur à la Petite Croix                                                                |
| 1977                                     | 2001     | Gabriel Naud                      |           | Agriculteur à l'Aulnaie                                                                      |
| mars 2001                                | en cours | Hubert Fournier,                  |           | Ancien artisan, commerçant ou chef d'entreprise                                              |
| Les données manquantes sont à compléter. |          |                                   |           |                                                                                              |

## Équipements et services

### Environnement

#### Gestion des déchets
En 2016, la commune est membre du SICTOM de la région de Châteauneuf-sur-Loire, créé en 1976. Celui-ci assure la collecte et le traitement des ordures ménagères résiduelles, des emballages ménagers recyclables et des encombrants en porte à porte et du verre en points d’apport volontaire. Un réseau de dix déchèteries accueille les encombrants et autres déchets spécifiques (déchets verts, déchets dangereux, gravats, ferraille, cartons…). La déchèterie la plus proche est située sur la commune de Tigy. L'élimination et la valorisation énergétique des déchets ménagers et de ceux issus de la collecte sélective sont effectuées par le SYCTOM de Gien-Châteauneuf-sur-Loire qui comprend un centre de transfert de déchets ménagers et un centre de stockage de déchets ultimes (CSDU) de classe II à Saint-Aignan-des-Gués ainsi qu'une usine d’incinération des ordures ménagères à Gien-Arrabloy.
Depuis le 1er janvier 2017, la « gestion des déchets ménagers » ne fait plus partie des compétences de la commune mais est une compétence obligatoire de la communauté de communes du Val de Sully en application de la loi NOTRe du 7 août 2015.

### Enseignement
La commune dépend de la circonscription de Châteauneuf-sur-Loire de l'académie d'Orléans-Tours ; l'école primaire est rattachée au secteur du collège de Tigy.

## Population et société

### Démographie
L'évolution du nombre d'habitants est connue à travers les recensements de la population effectués dans la commune depuis 1793. Pour les communes de moins de 10 000 habitants, une enquête de recensement portant sur toute la population est réalisée tous les cinq ans, les populations de référence des années intermédiaires étant quant à elles estimées par interpolation ou extrapolation. Pour la commune, le premier recensement exhaustif entrant dans le cadre du nouveau dispositif a été réalisé en 2004.
En 2022, la commune comptait 1 365 habitants, en évolution de +1,26 % par rapport à 2016 (Loiret : +1,89 %, France hors Mayotte : +2,11 %).
| 1793 | 1800 | 1806 | 1821 | 1831 | 1836 | 1841 | 1846 | 1851 |
| ---- | ---- | ---- | ---- | ---- | ---- | ---- | ---- | ---- |
| 403  | 416  | 418  | 447  | 423  | 551  | 580  | 633  | 667  |

| 1856 | 1861 | 1866 | 1872 | 1876 | 1881 | 1886 | 1891 | 1896 |
| ---- | ---- | ---- | ---- | ---- | ---- | ---- | ---- | ---- |
| 732  | 758  | 843  | 782  | 811  | 743  | 782  | 786  | 791  |

| 1901 | 1906 | 1911 | 1921 | 1926 | 1931 | 1936 | 1946 | 1954 |
| ---- | ---- | ---- | ---- | ---- | ---- | ---- | ---- | ---- |
| 718  | 711  | 657  | 568  | 567  | 549  | 506  | 481  | 486  |

| 1962 | 1968 | 1975 | 1982 | 1990 | 1999 | 2004 | 2006  | 2009  |
| ---- | ---- | ---- | ---- | ---- | ---- | ---- | ----- | ----- |
| 450  | 408  | 483  | 590  | 798  | 933  | 985  | 1 039 | 1 168 |

| 2014  | 2019  | 2022  | - | - | - | - | - | - |
| ----- | ----- | ----- | - | - | - | - | - | - |
| 1 309 | 1 359 | 1 365 | - | - | - | - | - | - |

### Vie associative
- Association Neuvy-en-Sullias, histoire d'un village fondée en 2008[107].

## Culture locale et patrimoine

### Lieux et monuments

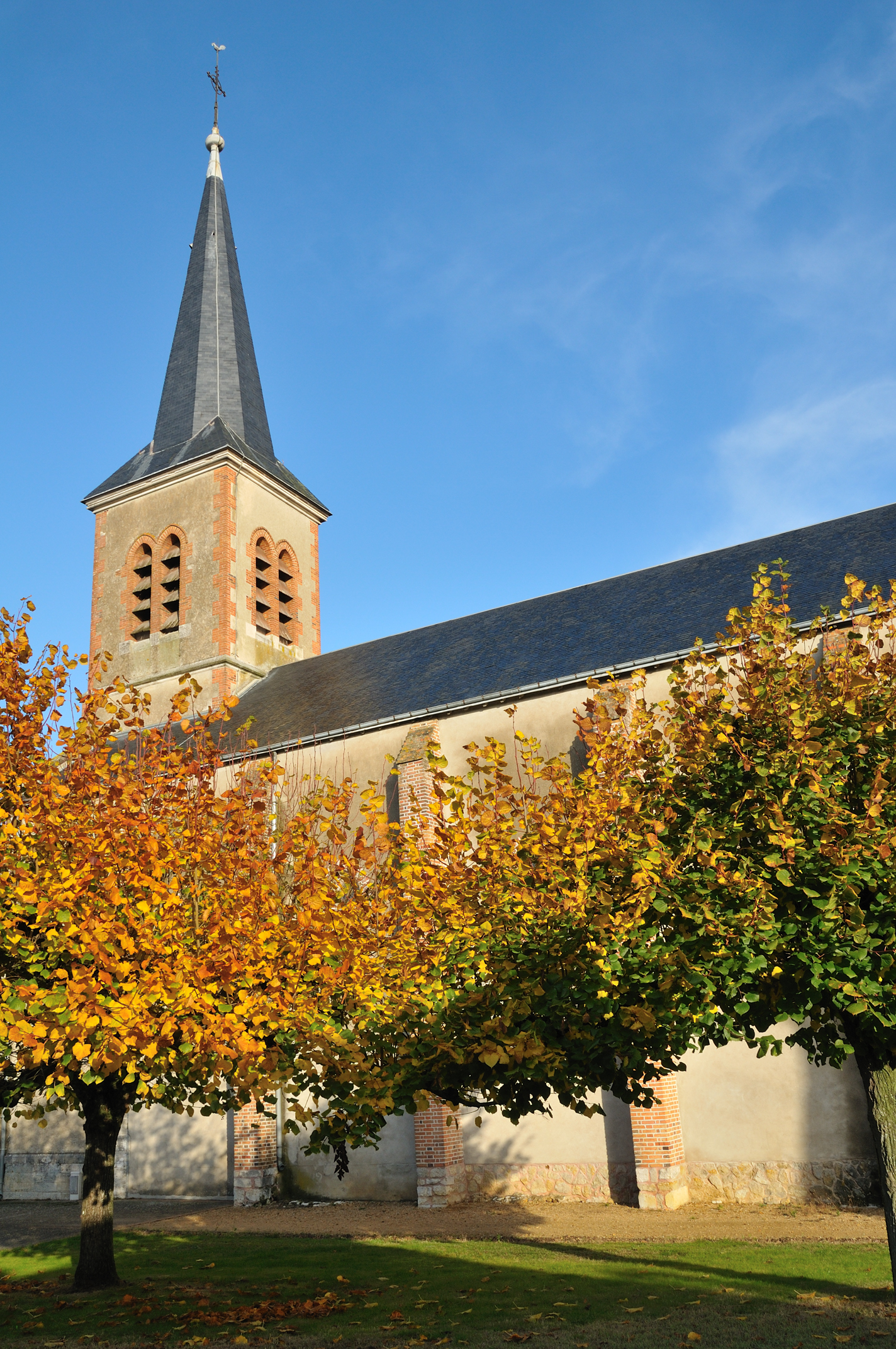
L'église Saint-Jean-Baptiste.

- L'église Saint-Jean-Baptiste, contenant un tableau peint en 1860 par Henri Riballier-Chouppe représentant le Christ en croix[108] ;
- Les maisons de la première moitié du XIXe siècle[109] ;
- Le château du Giloy ;
- Le château de Coulon ;
- Le château de la Brosse (privé) - XVIIe siècle.